# Pierre Bénézech
Pour les articles homonymes, voir Bénézech.
Pierre Bénézech, né à Montpeyroux (Hérault) le 8 avril 1749 et mort au Cap Français à Saint-Domingue (aujourd'hui Le Cap Haïtien à Haïti) le 13 juin 1802, est un homme politique français.

## Biographie
Il était, avant la Révolution, propriétaire des petites affiches de Paris, journal d'annonces légales. En même temps, il remplissait les fonctions d'agent principal des États du Languedoc en résidence à Paris et s'occupait aussi d'agriculture en gérant la fortune de sa femme, veuve du baron Claude Théophile de Boeil.
Quand éclata la Révolution, Bénézech en adopta les principes et devint commandant de la garde nationale puis administrateur du département de Seine-et-Oise. Son action dans le cadre de ces fonctions fut remarquée lors de la levée en masse.
Il fut appelé par le comité de salut public en 1794 à présider la onzième commission des armes, poudres et exploitation des mines. Lançant une grande campagne pour la récolte de salpêtre, il fit activer le travail des mines, centralisa l'industrie des armes, créa une manufacture d'armes à Versailles.
Le 3 novembre 1795, il est nommé ministre de l'Intérieur du Directoire. Il montra, dans la gestion de ce ministère, des talents d'organisateur et une grande activité. Il créa des conseils d'agriculture, commerce et arts, réforma l'École polytechnique et favorisa les beaux-arts.
Il se trouva compromis dans l'affaire Duverne, Brothier et La Villeheurnoy, qui le désignaient pour être maintenu dans ses fonctions ministérielles par les royalistes revenus au pouvoir. Il put cependant prouver son innocence.
Ses amitiés avec quelques-uns des députés les plus marquants du parti clichien, la modération naturelle de ses opinions et, surtout, le souvenir laissé par l'affaire La Villeheurnoy, déterminèrent la majorité du directoire exécutif, le 14 juillet 1797, à le remplacer au ministère de l'Intérieur par François de Neufchâteau.
À la suite du 18 brumaire, auquel il se rallia, il entra au Conseil d'État formé par les consuls mais n'y joua aucun rôle marquant.
Bonaparte lui confia l'inspection du palais des Tuileries et fit de lui une sorte de maître des cérémonies et de maître d'hôtel des lieux.
Peu à l'aise dans ces fonctions, il demanda ensuite au premier consul la permission d'accompagner, en qualité de préfet colonial, le général Leclerc, qui commandait l'expédition dirigée contre Saint-Domingue. Parti avec sa famille, dans l'espoir de faire valoir les droits qu'il tenait de son beau-père sur de grandes propriétés situées dans cette colonie, il y mourut en 1802, peu après son arrivée, de la fièvre jaune.